# Telephone (Lied)
Telephone ist ein Dance-Pop-Lied der US-amerikanischen Sängerin Lady Gaga. Der Song ist die zweite Singleauskopplung aus ihrem zweiten Studioalbum The Fame Monster. Den Song nahm Lady Gaga mit der amerikanischen R&B-Sängerin Beyoncé Knowles auf.

## Hintergrund
Lady Gaga schrieb Telephone mit Rodney Jerkins ursprünglich für Britney Spears. Als deren Label das Lied ablehnte, nahm sie das Lied selbst mit Beyoncé Knowles für The Fame Monster auf. Gaga sagte: „I wrote it for her a long time ago and she just didn’t use it for her album. It’s fine because I love the song and I get to perform it now.“ „Ich schrieb es für sie vor langer Zeit und sie verwendete es nicht für ihr Album. Das ist gut, denn ich liebe den Song und ich werde ihn nun singen.“ Auch der Gastgesang sollte ursprünglich von Spears übernommen werden, aber aus unbekannten Gründen wurde er schließlich von Knowles eingesungen. Die Idee hinter dem Song war die Furcht, im übertragenen Sinne keine Luft mehr zu bekommen, das Leben nicht genießen zu können. So sagte Lady Gaga in einem Interview, dass sie es schwer fände, auszugehen und eine „gute Zeit“ zu haben, weil sie ihre Arbeit so sehr liebe:

“Fear of suffocation – something that I have or fear is never being able to enjoy myself, […] ’Cause I love my work so much, I find it really hard to go out and have a good time. […] I don’t go to nightclubs, […] You don’t see pictures of me falling out of a club drunk. I don’t go – and that’s because I usually go and then, you know, a whiskey and a half into it, I got to get back to work.”

## Komposition
Telephone wurde von Lady Gaga, Rodney Jerkins, LaShawn Daniels, Lazonate Franklin und Beyoncé Knowles geschrieben. Obwohl der Song als Duett angelegt ist, erscheint Knowles erst in einem kurzen musikalischen Zwischenspiel in der mittleren Strophe. Das Lied beginnt mit Lady Gaga, die mit einer düsteren, feierlichen Stimme über eine Harfenmelodie singt. Die Sängerin ist in einem Club und deren Freund ruft an, sie sagt: „Stop calling, stop calling, I don’t want to talk anymore.“ Telephone besteht aus einer ausgedehnten Bridge, der Strophe und einem Epilog, wo eine Stimme verkündet, dass die Nummer zurzeit nicht zu erreichen sei. Der Webseite Musicnotes.com von Sony/ATV Music Publishing zufolge, ist der Song in einer gewöhnlichen 4/4-Zählzeit mit einem Tempo von 122 Beats per minute. Gagas Gesang reicht vom tiefen dreigestrichenen F3 zur höchsten Note von C5. Die Grundtonart ist F-moll, das Stück hat die Akkordfolge Fm–As–B–Fm.
Gaga zufolge handelt es sich beim Telefon in dem Lied nicht um ein physisches Telefon, sondern um das in ihrem Kopf. Sie erklärte: “That’s my fear – that the phone’s ringing and my head’s ringing, […] Whether it’s a telephone or it’s just the thoughts in your head, that’s another fear.” „Das ist meine Furcht – dass das Telefon klingelt und mein Kopf klingelt auch, […] Ob es ein Telefon oder nur die Gedanken in deinem Kopf sind, das ist eine weitere Angst.“

## Rezensionen

Lady Gaga singt auf der Monster-Ball-Tour Telephone

Telephone bekam überwiegend gute Kritiken. Michael Hubbard von MusicOMH sagte, dass der Song „möglicherweise das Beste auf dem Album ist“. Er lobte die „brillante Bridge“ und das Ende des Liedes. Popjustice gab dem Song gute Kritik: „Es ist ein bisschen wie Gwen’s What You Waiting For? trifft Timbalands The Way I Are und dies trifft etwa fünfzig andere Sachen … Die Struktur ist ziemlich spannend … da ist etwas Brillantes in Beyoncés Beitrag, das alles sehr fein erscheinen lässt.“
Amy Phillips von Pitchfork Media platzierte Telephone auf Platz 55 in ihrer Liste „Top Tracks of 2010“, und sagte, dass „es einer der weniger seltsamen Titel auf The Fame Monster“ sei. Mikael Woods von Los Angeles Times sagte, dass Telephone „eine sorgfältig durchdachte Betrachtung ist, wie nervig es ist, wenn ein Kerl dich ständig anruft während du in einem Club bist“.
Sarah Hajibagheri von The Times und Armond White von New York Press waren vom Song nicht beeindruckt. Hajibagheri sagte: „Der Auftritt von Beyoncés Gesang zusammen mit Klingeltönen eines Telefons unterstreicht das Gefühl des völligen Chaos.“ Telephone wurde von Rob Sheffield von Rolling Stone auf Platz drei seiner Liste „Top 25 Singles von 2010“ platziert. Die Single wurde für einen Grammy in der Kategorie „Best Pop Collaboration with Vocals“ nominiert.

## Kommerzieller Erfolg

### Chartplatzierungen
In den US-amerikanischen Billboard Hot 100 erreichte der Song Platz 3 und wurde somit Gagas sechster aufeinanderfolgender Song, der es in die Top 10 schaffte. Im Vereinigten Königreich und in Irland erreichte der Song Platz 1 der Charts. Auch in Norwegen, Belgien und Dänemark erreichte Telephone die Spitze der Charts. Die Top 3 erreichte der Song in Ländern wie Italien, Spanien, Frankreich, Deutschland, Österreich, Schweden und Neuseeland.
| ChartsChartplatzierungen       | Höchstplatzierung | Wochen |
| ------------------------------ | ----------------- | ------ |
| Deutschland (GfK)              | 3 (22 Wo.)        | 22     |
| Österreich (Ö3)                | 3 (24 Wo.)        | 24     |
| Schweiz (IFPI)                 | 4 (24 Wo.)        | 24     |
| Vereinigte Staaten (Billboard) | 3 (33 Wo.)        | 33     |
| Vereinigtes Königreich (OCC)   | 1 (52 Wo.)        | 52     |

| ChartsJahrescharts (2010)      | Platzierung |
| ------------------------------ | ----------- |
| Deutschland (GfK)              | 50          |
| Österreich (Ö3)                | 36          |
| Schweiz (IFPI)                 | 44          |
| Vereinigte Staaten (Billboard) | 16          |
| Vereinigtes Königreich (OCC)   | 15          |

### Auszeichnungen für Musikverkäufe
| Land/Region                  | Auszeichnungen für Musikverkäufe (Land/Region, Auszeichnung, Verkäufe) | Verkäufe  |
| ---------------------------- | ---------------------------------------------------------------------- | --------- |
| Australien (ARIA)            | 8× Platin                                                              | 560.000   |
| Belgien (BRMA)               | Gold                                                                   | 15.000    |
| Brasilien (PMB)              | Diamant                                                                | 250.000   |
| Dänemark (IFPI)              | Platin                                                                 | 30.000    |
| Deutschland (BVMI)           | Gold                                                                   | 150.000   |
| Frankreich (SNEP)            | Gold                                                                   | 150.000   |
| Italien (FIMI)               | Platin                                                                 | 30.000    |
| Japan (RIAJ)                 | Gold (Downloads) · + Platin (Mobile Downloads)                         | 350.000   |
| Kanada (MC)                  | 3× Platin                                                              | 120.000   |
| Neuseeland (RMNZ)            | 2× Platin                                                              | 60.000    |
| Norwegen (IFPI)              | 2× Platin                                                              | 120.000   |
| Österreich (IFPI)            | Platin                                                                 | 30.000    |
| Schweiz (IFPI)               | Gold                                                                   | 15.000    |
| Spanien (Promusicae)         | Platin                                                                 | 40.000    |
| Südkorea (KMCA)              | —                                                                      | 1.027.342 |
| Vereinigte Staaten (RIAA)    | 5× Platin                                                              | 5.000.000 |
| Vereinigtes Königreich (BPI) | 2× Platin                                                              | 1.600.000 |
| Insgesamt                    | 5× Gold · 27× Platin · 1× Diamant ·                                    | 9.547.342 |

Hauptartikel: Lady Gaga/Auszeichnungen für Musikverkäufe